# Basquetebol nos Jogos Asiáticos de 2022
O basquete nos Jogos Asiáticos de 2022 foi realizado em Hangzhou, na China, entre os dias  25 de setembro a 6 de outubro de 2023. Houve dois eventos disputados: Basquete 5x5 e 3x3.
A qualificação deveria ser realizada tanto para o torneio masculino quanto para o feminino, mas foi cancelada em junho de 2023.

## Cronograma
| P | Fase preliminar | Q | Qualificação | C | Classificação | ¼ | Quartas de final | ½ | Semifinais | F | Finais |

| Evento ↓/Data → | 25 Seg      | 26 Ter      | 27 Qua      | 28 Qui      | 29 Sex      | 30 Sáb      | 1 Dom       | 1 Dom       | 2 Seg       | 3 Ter       | 4 Qua       | 4 Qua       | 5 Qui       | 6 Sex       | 6 Sex       |
| Basquetebol     | Basquetebol | Basquetebol | Basquetebol | Basquetebol | Basquetebol | Basquetebol | Basquetebol | Basquetebol | Basquetebol | Basquetebol | Basquetebol | Basquetebol | Basquetebol | Basquetebol | Basquetebol |
| --------------- | ----------- | ----------- | ----------- | ----------- | ----------- | ----------- | ----------- | ----------- | ----------- | ----------- | ----------- | ----------- | ----------- | ----------- | ----------- |
| Masculino       |             | P           |             | P           |             | P           |             |             | Q           | ¼           | C           | ½           |             | C           | F           |
| Feminino        |             |             | P           |             | P           |             | P           | P           | ¼           | ½           |             |             | F           |             |             |
| Basquete 3x3    |             |             |             |             |             |             |             |             |             |             |             |             |             |             |             |
| Masculino       | P           | P           | P           | P           | P           | ¼           | ½           | F           |             |             |             |             |             |             |             |
| Feminino        | P           |             | P           |             | P           | ¼           | ½           | F           |             |             |             |             |             |             |             |

## Medalhistas

### Baquete
| Evento            | Ouro | Prata | Bronze |
| ----------------- | --- | --- | --- |
| Homens detalhes   | PHI Filipinas Chris Newsome Kevin Alas Scottie Thompson Arvin Tolentino Chris Ross Marcio Lassiter June Mar Fajardo CJ Perez Calvin Oftana Japeth Aguilar Justin Brownlee Ange Kouame | JOR Jordânia Fadi Qarmash Fadi Mustafa Ashraf Al-Hendi Ahmad Al-Hamarsheh Sami Bzai Ahmad Al-Hammouri Mohammad Hussein Hashem Abbaas Malek Kanaan Rondae Hollis-Jefferson John Bohannon Ahmad Al-Dwairi | CHN China Hu Mingxuan Zhao Jiwei Chang Shuaipeng Zhao Rui Fu Hao Yu Jiahao Du Runwang Cui Yongxi Hu Jinqiu Zhu Junlong Wang Zhelin Zhang Zhenlin                |
| Mulheres detalhes | CHN China Li Yuan Wang Siyu Yang Shuyu Yang Liwei Jin Weina Li Meng Zhang Ru Huang Sijing Pan Zhenqi Luo Xinyu Li Yueru Han Xu                                                        | JPN Japão Mai Kawai Maki Takada Minami Yabu Azusa Asahina Nako Motohashi Saki Hayashi Aika Hirashita Saori Miyazaki Anri Hoshi Nanako Todo Himawari Akaho Monica Okoye                                  | KOR Coreia do Sul Shin Ji-hyun Kang Lee-seul An He-ji Lee So-hee Park Ji-su Lee Kyung-eun Kang Yoo-lim Park Ji-hyun Lee Hae-ran Kim Dan-bi Yang In-young Jin An |

### Basquete 3 X 3
| Evento             | Ouro                                                                | Prata | Bronze                                                                                                   |
| ------------------ | ------------------------------------------------------------------- | --- | --- |
| Masculino detalhes | TPE Taipé Chinês Chiang Chun Lin Sin-kuan Wang Jhe-yu Yu Xiang-ping | QAT Catar Mohammed Abbasher Ahmad Mohamad Hamad Mousa Omar Saad                                          | MGL Mongólia Batzorigiin Sükhbat Lhagvaagiin Avirmed Myagmarsürengiin Ölzii-Orshikh Tsermaagiin Batzayaa |
| Feminino detalhes  | CHN China Chen Mingling Wan Jiyuan Wang Jiahui Wang Xinyu           | MGL Mongólia Bat-Erdeniin Ariuntsetseg Erdenebayangiin Narangoo Tsendjavyn Bolortsetseg Ölziibatyn Indra | JPN Japão Momoka Hanashima Karin Imori Mayu Lucy Kubota Nanami Seki                                      |

## Lista de medalhas
| Pos.               | País                | Ouro | Prata | Bronze | Total |
| ------------------ | ------------------- | ---- | ----- | ------ | ----- |
| 1                  | China (CHN)         | 2    | 0     | 1      | 3     |
| 2                  | Filipinas (PHI)     | 1    | 0     | 0      | 1     |
| 2                  | Taipé Chinês (TPE)  | 1    | 0     | 0      | 1     |
| 4                  | Japão (JPN)         | 0    | 1     | 1      | 2     |
| 4                  | Mongólia (MGL)      | 0    | 1     | 1      | 2     |
| 6                  | Catar (QAT)         | 0    | 1     | 0      | 1     |
| 6                  | Jordânia (JOR)      | 0    | 1     | 0      | 1     |
| 8                  | Coreia do Sul (KOR) | 0    | 0     | 1      | 1     |
| Total (8 entradas) | Total (8 entradas)  | 4    | 4     | 4      | 12    |